# 1988 en boxe anglaise
| Années de la boxe anglaise : 1985 - 1986 - 1987 - 1988 - 1989 - 1990 - 1991    |
| Décennies de la boxe anglaise : 1950 - 1960 - 1970 - 1980 - 1990 - 2000 - 2010 |

Cet article présente les faits marquants de l’année 1988 en boxe anglaise.

## Évènements

### Jeux olympiques
- Boxe aux Jeux olympiques d'été de 1988